# Горняк (Львовская область)
Горня́к — посёлок в Червоноградской городской общине Шептицкого района Львовской области Украины.

## История
В 1972 году основой экономики посёлка являлась добыча угля, также здесь действовал завод железобетонных изделий.
В январе 1989 года численность населения составляла 3602 человека.
По состоянию на 1 января 2013 года численность населения составляла 2902 человека.

## Транспорт
Посёлок находится в 4 км от железнодорожной станции Горняк на линии Львов — Ковель Львовской железной дороги.